# Zeilen op de Olympische Zomerspelen 2020 – 470 mannen
De 470 mannen op de Olympische Zomerspelen 2020 vond plaats van 28 juli tot en met 4 augustus 2021. Regerend olympisch kampioen waren de Kroaten Šime Fantela & Igor Marenić, Fantela nam deel aan de 49er.
De competitie werd verdeeld in elf ronden. Punten werden gegeven na elke race; de winnaar scoort 1 punt, de tweede plaats scoort 2 punten, enz. 
Als een zeiler gediskwalificeerd werd of niet had gefinisht, dan werd er 1 plus het aantal deelnemers aan punten gegeven, in dit geval was dat 20 punten. Het slechtste resultaat van de eerste 10 races werd weggestreept. De elfde ronde, ook wel de medalrace genoemd, werd gehouden voor de top 10 van de eerste 10 races. In deze ronde werden de punten verdubbeld.

## Planning
| Datum           | Race         |
| --------------- | ------------ |
| 28 juli 2021    | Race 1 en 2  |
| 29 juli 2021    | Race 3 en 4  |
| 30 juli 2021    | Race 5 en 6  |
| 1 augustus 2021 | Race 7 en 8  |
| 2 augustus 2021 | Race 9 en 10 |
| 4 augustus 2021 | Medalrace    |

## Resultaten[1]
| Rang   | Land            | Sporter                           | Race   | Race | Race | Race   | Race | Race | Race | Race | Race | Race | Race | Punten | Punten |
| Rang   | Land            | Sporter                           | 1      | 2    | 3    | 4      | 5    | 6    | 7    | 8    | 9    | 10   | M    | Tot    | Net    |
| ------ | --------------- | --------------------------------- | ------ | ---- | ---- | ------ | ---- | ---- | ---- | ---- | ---- | ---- | ---- | ------ | ------ |
| Goud   | AUS             | Mathew Belcher William Ryan       | 2      | 5    | 1    | 1      | 4    | 3    | 2    | 1    | 2    | 8    | 2    | 31     | 23     |
| Zilver | SWE             | Anton Dahlberg Fredrik Bergström  | 1      | 15   | 8    | 5      | 6    | 11   | 1    | 5    | 3    | 1    | 4    | 60     | 45     |
| Brons  | ESP             | Jordi Xammar Nicolás Rodríguez    | 10     | 1    | 10   | 6      | 14   | 1    | 3    | 2    | 5    | 7    | 10   | 69     | 55     |
| 4      | NZL             | Paul Snow-Hansen Daniel Willcox   | 6      | 2    | 7    | 7      | 5    | 7    | 13   | 8    | 6    | 3    | 6    | 70     | 57     |
| 5      | GBR             | Luke Patience Chris Grube         | 3      | 8    | 2    | 4      | 10   | 5    | 9    | 6    | 7    | 10   | 16   | 80     | 70     |
| 6      | ITA             | Giacomo Ferrari Giulio Calabro    | 9      | 9    | 12   | 9      | 9    | 4    | 14   | 3    | 10   | 2    | 14   | 95     | 81     |
| 7      | JPN             | Keiju Okada Jumpei Hokazono       | 7      | 4    | 4    | 11     | 13   | 9    | 5    | 4    | 15   | 13   | 12   | 97     | 82     |
| 8      | GRE             | Panagiotis Mantis Pavlos Kagialis | 5      | 6    | 3    | 20 DSQ | 15   | 12   | 8    | 7    | 4    | 6    | 18   | 104    | 84     |
| 9      | USA             | Stuart McNay David Hughes         | 8      | 12   | 9    | 10     | 8    | 8    | 7    | 9    | 8    | 11   | 8    | 98     | 86     |
| 10     | TUR             | Deniz Çinar Ates Çinar            | 11     | 14   | 5    | 3      | 2    | 10   | 17   | 13   | 11   | 4    | 20   | 110    | 93     |
| 11     | FRA             | Kevin Peponnet Jeremie Mion       | 4      | 7    | 11   | 13     | 12   | 2    | 11   | 11   | 13   | 16   |      | 100    | 84     |
| 12     | Russische ploeg | Pavel Sozykin Denis Gribanov      | 14     | 13   | 6    | 12     | 16   | 6    | 6    | 10   | 9    | 12   |      | 104    | 88     |
| 13     | CHN             | Xu Zangjun Wang Chao              | 15     | 11   | 13   | 8      | 11   | 14   | 4    | 15   | 14   | 5    |      | 110    | 95     |
| 14     | KOR             | Park Gun-woo Cho Sung-min         | 17     | 16   | 14   | 15     | 3    | 17   | 15   | 14   | 1    | 9    |      | 121    | 104    |
| 15     | POR             | Diogo Costa Pedro Costa           | 13     | 10   | 15   | 14     | 1    | 13   | 10   | 16   | 12   | 17   |      | 121    | 104    |
| 16     | BRA             | Henrique Haddad Bruno Bethlem     | 16     | 3    | 17   | 2      | 18   | 19   | 12   | 17   | 16   | 15   |      | 135    | 116    |
| 17     | CAN             | Jacob Saunders Oliver Bone        | 12     | 17   | 16   | 16     | 7    | 15   | 16   | 12   | 17   | 14   |      | 142    | 125    |
| 18     | ASA             | Tyler Paige Adrian Hoesch         | 18     | 19   | 18   | 17     | 17   | 16   | 19   | 18   | 18   | 18   |      | 178    | 159    |
| 19     | ANG             | Matias Montinho Paixão Afons      | 20 DNF | 18   | 19   | 18     | 19   | 18   | 18   | 19   | 19   | 19   |      | 187    | 167    |

Afkortingen:
- OCS – Start aan verkeerde kant van de startlijn
- DSQ, BFD, DGM, DNE – Gediskwalificeerd
- DNF – Niet gefinisht
- DNS – Niet gestart
- DPI – Straf opgelopen
- RDG - Schadeloos gesteld
- UFD - "U"vlag diskwalificatie